# Norman Chaney
Norman Myers „Chubby“ Chaney (* 18. Oktober 1914 in Cambridge, Maryland; † 29. Mai 1936 in Baltimore, Maryland) war ein US-amerikanischer Schauspieler, der als Kinderdarsteller durch seine Auftritte in der Filmreihe Die kleinen Strolche bekannt wurde.

## Leben
Zwischen 1929 und 1931 drehte Norman Chaney insgesamt 22 Kurzfilme, allesamt für die Komödienreihe Die kleinen Strolche (Our Gang). 18 davon waren englischsprachig, vier spanischsprachige Versionenfilme. Der Sohn eines Elektroarbeiters wurde bei einem amerikaweiten Casting der Hal Roach Studios aus über 2000 Kindern ausgewählt und war als eine Art Ersatz für Joe Cobb gedacht. Cobb hatte zuvor die Rolle des dicken Kindes über sieben Jahre gespielt, war aber nun aus seiner Rolle gewachsen – ironischerweise war Chaney aber sogar noch zwei Jahre älter als Cobb, was die Eltern dem Studio aber stets verheimlichten. Sie gaben als falsches Geburtsjahr 1918 an, weshalb es lange Verwirrung um Chaneys tatsächliches Alter gab. Den vielleicht denkwürdigsten Auftritt hatte Chaney, der in seiner Rolle meist als komisch-liebenswerter Tollpatsch agierte, in dem Film Love Business (1931), in welcher er mit Jackie Cooper um die Zuneigung der Lehrerin Miss Crabtree (June Marlowe) kämpfte. Hier ließ er den bekannten Satz “Don’t call me Norman, call me ‘Chubsy-Ubsy’” fallen.
Sein Rollenname „Chubby“ (zu Deutsch: ‚dick‘) bezog sich dabei auf seine Adipositas, er wog bei einer Größe von rund 1,40 Metern zeitweise 136 Kilo. Nachdem er aus Altersgründen Die kleinen Strolche 1931 verlassen hatte, verabschiedeten er und seine Familie sich aus Hollywood. Er widmete sich in seinem Heimatstaat Maryland wieder seiner Schulausbildung, doch sein Gewicht bereitete ihm zunehmend gesundheitliche Probleme. Ursprung für seine Gewichtsprobleme war eine Drüsenkrankheit, die im Johns Hopkins Hospital in Baltimore 1935 auf eine Art behandelt wurde, dass sein Gewicht sich mehr als halbierte. Dieser radikale Gewichtsverlust bereitete ihm aber weitere gesundheitliche Probleme, in deren Folge er im Mai 1936 nach längerer Krankheit mit nur 21 Jahren an einer Herzmuskelentzündung starb. Da seine Mutter sich keinen Grabstein leisten konnte, lag Chaney lange nur in einem unmarkierten Grab auf dem Friedhof von Baltimore. Eine Spendensammlung von Filmfreunden im Internet sorgte dafür, dass Chaney im Jahr 2012 einen Grabstein erhielt.